# Sullivantia
Sullivantia es un género con ocho especies de plantas de floresde la familia Saxifragaceae. 

## Especies seleccionadas
- Sullivantia halmicola
- Sullivantia hapemani
- Sullivantia ohionis

- Datos: Q10374769
- Multimedia: Sullivantia / Q10374769
- Especies: Sullivantia